# Platytrochus compressus
Platytrochus compressus är en korallart som först beskrevs av Tenison Woods 1878.  Platytrochus compressus ingår i släktet Platytrochus och familjen Turbinoliidae. Inga underarter finns listade i Catalogue of Life.